# Rovaniemi
Rovaniemi (Finsky: [ˈroʋɑˌnie̯mi] ; v severní sámštině: Roavvenjárga [ˈroɑ̯vveˌɲaːrːka]; v inarijské sámštině: Ruávinjargâ; ve skoltské sámštině: Ruäʹvnjargg) je město a samosprávná obec Finska, která je administrativním a obchodním centrem nejsevernější provincie ve Finsku Laponska, respektive její nejjižnější oblasti Peräpohjola. Rovaniemi se nachází šest kilometrů jižně od severního polárního kruhu a rozkládá se na soutoku řek Kemijoki a jejího přítoku Ounasjoki mezi pahorky Ounasvaara a Korkalovaara. Po Oulu se jedná o druhé největší město Severního Finska a společně s Helsinkami je to jedno z turisticky nejnavštěvovanějších měst celého Finska.
K Rovaniemi byla 1. ledna 2006 připojena okolní venkovská obec Rovaniemen Maalaiskunta a společně se tak sloučily v jednu z nejlidnatějších obcí severního Finska. V této obci žije přibližně 64 000 obyvatel, přičemž městskou část o rozloze 59 km2 obývá 53 361 lidí. V celé obci se mluví výhradně výhradně finsky a sámsky. Na rozdíl od většiny velkých finských měst nemá Rovaniemi švédské exonymum; ve švédštině se užívá finský název ve finské pravopisné podobě. 
Městský znak pro Rovaniemi vytvořil Toivo Vuorela a znak je popsán takto; „V zeleném poli stojí stříbrná vidlice s rameny směřujícími vzhůru, mezi kterými se nachází zlatý plamen“. Tento návrh byl poprvé schválen Oblastní radou obce Rovaniemi 15. srpna 1956 a jako oficiální městský znak byl potvrzen ministerstvem vnitra 26. října téhož roku.

## Název
Název města Rovaniemi lze rozdělit do dvou částí; Rova a Niemi. Původ obou částí názvu je často přisuzován k sámskému jazyku, respektive k severní sámštině, ve které slovo roavve označuje zalesněný horský hřeben a vrch nebo pozůstatky dřívějších lesních požárů. V jižních sámských nářečích pak rova znamená hromadu kamení, kámen nebo skupinu kamení v peřejích a nebo také kamna v sauně. Druhá část niemi v sámštině označuje výběžek pevniny do vody, poloostrov nebo mys. Název města se v závislosti na různých sámských jazycích mění, proto se vyskytují i takovéto rozdílné varianty názvu; Inarijská sámština: Ruávinjargâ, Severní sámština: Roavenjárga nebo Roavvenjárga, skoltská sámština: Ruäʹvnjargg

## Dějiny města
První známky o získávání zemědělské půdy, které probíhalo pomocí žďáření, pocházejí přibližně z let 750–530 př. n. l. Podle předmětů nalezených v této oblasti lze usuzovat, že nárůst obchodníků proudících z východu z Karélie, z jihu od Häme a ze severu z pobřeží severního ledového oceánu se začal značně navyšovat přibližně až od roku 500 n. l. Za původní obyvatele v oblasti Rovaniemi jsou považování Sámové, kteří zde přebývají až dodnes.
První písemná zmínka, ve které je zmíněno i samotný název města, pochází ze 7. září 1453 a jedná se o jistý dokument, v němž je Rovaniemi popsáno v podstatě jako uskupení malých vesnic, jejichž obyvatelé se živí zejména zemědělstvím, rybařením a lovem zvěře. [zdroj?]
Prudký nárůst obyvatelstva a rozšiřování města nastalo v 19. století, kdy byly v Laponsku objeveny hojné zásoby nerostných surovin, které spustily zlatou horečku a zapříčinily tak příval tisíců lidí do této oblasti. Pro město samotné se však tento nával událostí stal přínosným, neboť rozsáhlá těžba dřeva a nerostných surovin městu přinesla dostatek financí a následně se z něj stalo obchodním centrem Laponska.
Status městyse byl Rovaniemi udělen 27. června 1928, díky čemuž se město 1. ledna 1929 oddělilo od tehdejší obce Rovaniemen maalaiskunta, ve které dosud zastávalo funkci tržního města. Status města Rovaniemi obdrželo až roku 1960. Na začátku roku 2006 se město sloučilo se svým vesnickým okolím do jediné obce, čímž se město stalo podle rozlohy jedním z největších měst na světě a největším v Evropě, ačkoli v něm bydlí asi přibližně 60 000 lidí.

### Druhá světová válka
V blížícím se konci druhé světové války Finsko podepsalo Moskevské příměří, které ukončilo Pokračovací válku mezi Finskem a Sovětským svazem, jehož důsledky byly ztráta oblasti Petsamo, reparace vůči Sovětskému svazu a pronajatí poloostrova Porkalla nedaleko Helsinek, na němž byla vybudována sovětská vojenská základna. Po uzavření příměří se Sovětským svazem se Finsko muselo zbavit německé armády na svém území, která v průběhu druhé světové války byla finským spojencem proti Sovětskému svazu, což vyústilo v Laponskou válku. Stahující se německá vojska během ústupu uplatňovala taktiku spálené země, a ačkoli původně podle rozkazu německého generála Lothara Rendhulica měla v Rovaniemi zničit pouze veřejné budovy, podle nového rozkazu, který byl vydán 13. října 1944, měly být všechny budovy vyjma nemocnic a obydlených domů srovnány se zemí.

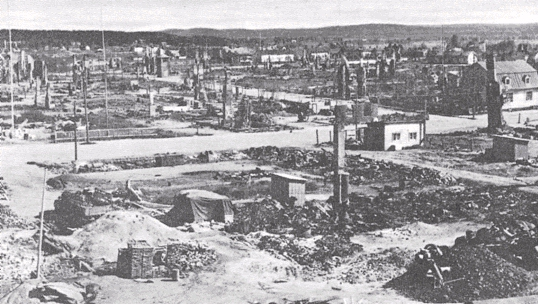
Zničené město po druhé světové válce

Ačkoli byl vydán rozkaz o zachování domů s civilisty, tak i přesto byla téměř většina všech domů zničena. Stalo se tak nešťastnou náhodou, kdy zadní voj stahující se německé armády započínal ničit vymezené budovy, načež při této akci Němcům nečekaně explodoval vagón s municí, což mělo za následek, že většina dřevěných budov v Rovaniemi lehla popelem. Tato nehoda postihla nejenom obyvatele města ale i německé vojáky, kteří byli zraněni létajícími skleněnými úlomky. K odpálení muničního vagónu se přihlásily jednotky finského komanda, které nesou svoji vinu na tom, že z města po válce zůstaly z větší části jenom ruiny. Avšak dříve nebyla přesná příčina výbuchu známa a obecně se předpokládalo, že se jednalo o záměrný úmysl generála Rendhulica. [zdroj?] Po konci druhé světové války bylo 90 % všech budov v Rovaniemi kompletně zničeno. 19 km od města se nachází hřbitov německých vojáků, kteří padli v Laponsku v průběhu války.
Ačkoli v oblasti města Rovaniemi probíhá osídlování již od Doby kamenné, tak dnes zde jen stěží najdete původní budovy, které byly postaveny před rokem 1944. Při přestavbě města se navržení nového městského plánu ujmul architekt Alvar Aalto, který vytvořil půdorys města připomínající sobí hlavu, cesty z něho mířící představující jeho parohy a sportovní stadion zde má symbolizovat sobí oko.

## Současnost

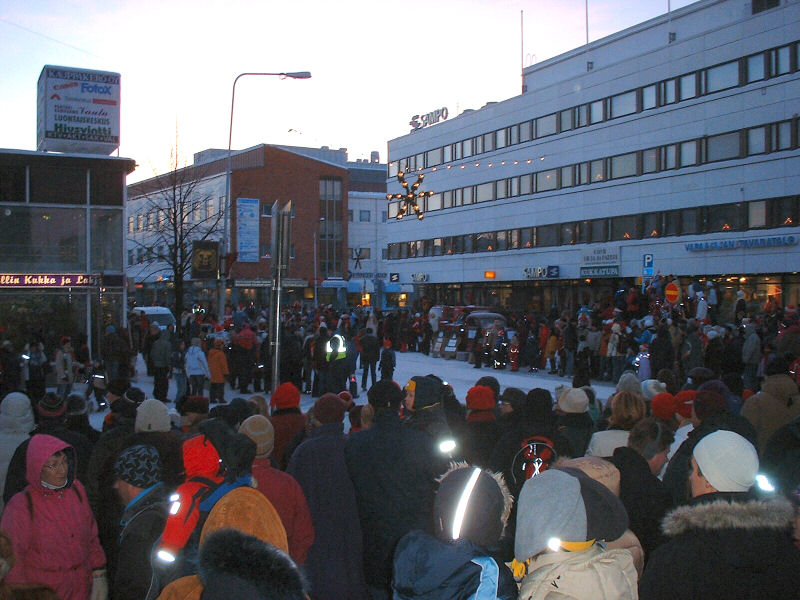
Předvánoční čas v Rovaniemi

V Rovaniemi se, jakožto v krajském městě Laponska, nachází mnoho poboček spadajících pod státní instituce. Mezi další instituce patří například Laponská univerzita a Laponská univerzita aplikovaných věd (dříve též známá jako Rovaniemská Polytechnická), které poskytující vzdělání 10 000 studentům a ti si zde mohou vybrat z oborů; informační a tradiční technologie, obchodní činnost, zdravotní a sociální péče, gastronomie, lesnictví, rurální studia a sport. Rovaniemi vydává vlastní noviny Lapin Kansa, Uusi Rovaniemi a Lappilainen.

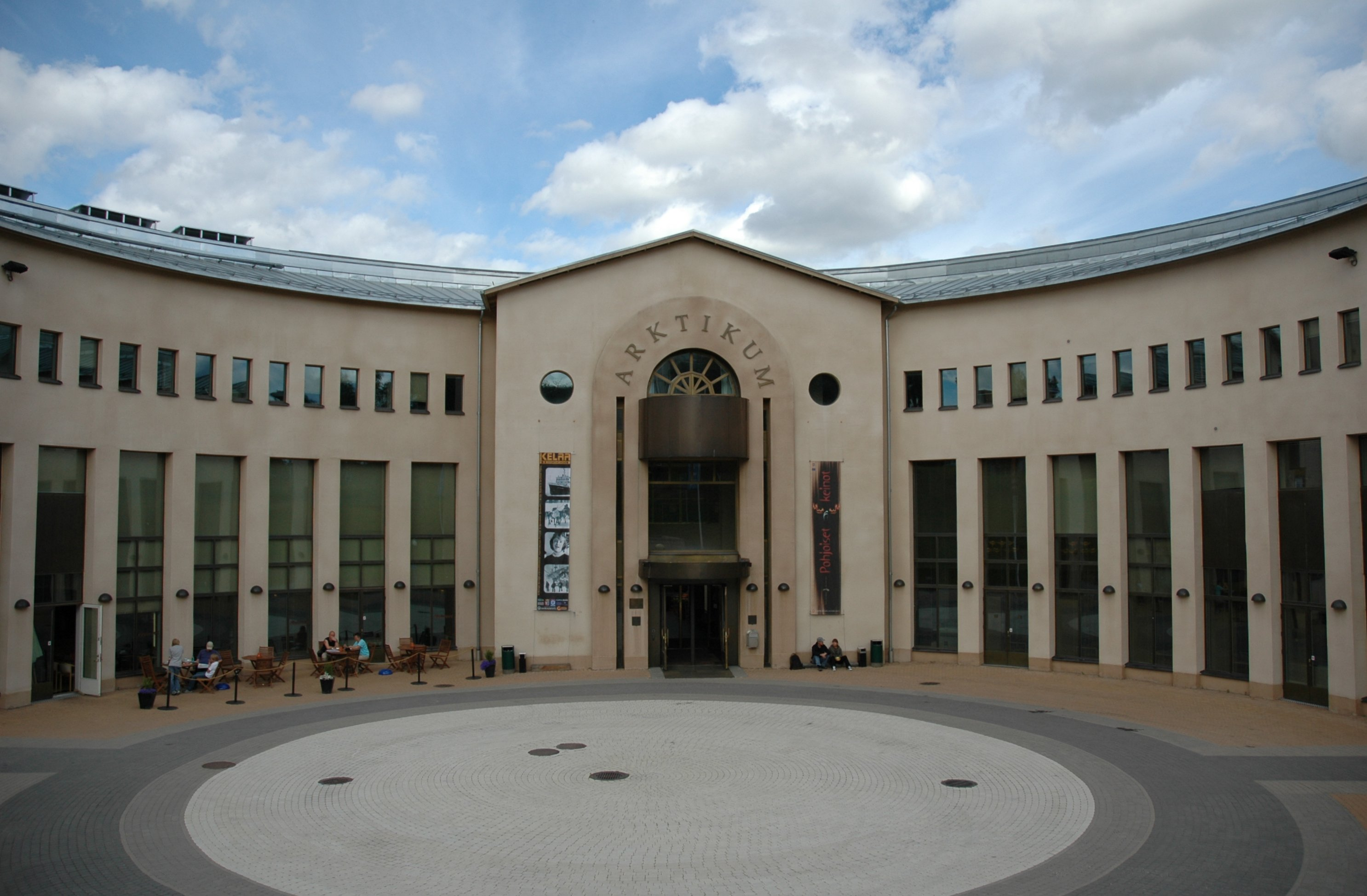
Vědecké muzeum Artikum

Mezi nejpřednější architektonické skvosty v Rovaniemi se řadí most Jätkänkynttilä, na jehož vrcholu nad řekou Kemijoki hoří věčný plamen, vědecké muzeum Artikum, jehož budova vyrůstá přímo z břehu na řece Ounasjoki, a v němž jsou představovány arktické oblasti z Finska a z celého světa, Městská radnice a Lappia Hall, která slouží jako divadlo, koncertní hala, kongresové centrum a knihovna zároveň.
Poslední tři jmenované stavby byly navrženy celosvětově známým finským architektem Alvarem Aaltem, který současně vytvořil návrh města, jež bylo během druhé světové války, respektive během laponské války, téměř zcela zničeno. Nově navržené město mělo svým půdorysem symbolizovat soba.

### Turistika
Turismus patří mezi nejvýdělečnější činnost celého města, čemuž může vděčit zejména nedotčenou okolní přírodou a velkým množstvím možností odpočinkových aktivit a poznávacích výletů. Rovaniemi nabízí četnému množství přijíždějících turistů, jejichž počty mohou meziročně překročit hranici až 481 000 jedinců (2013), široký výběr z hotelů a restaurací, které je možné nalézt jak v centru města, tak i na předměstí.

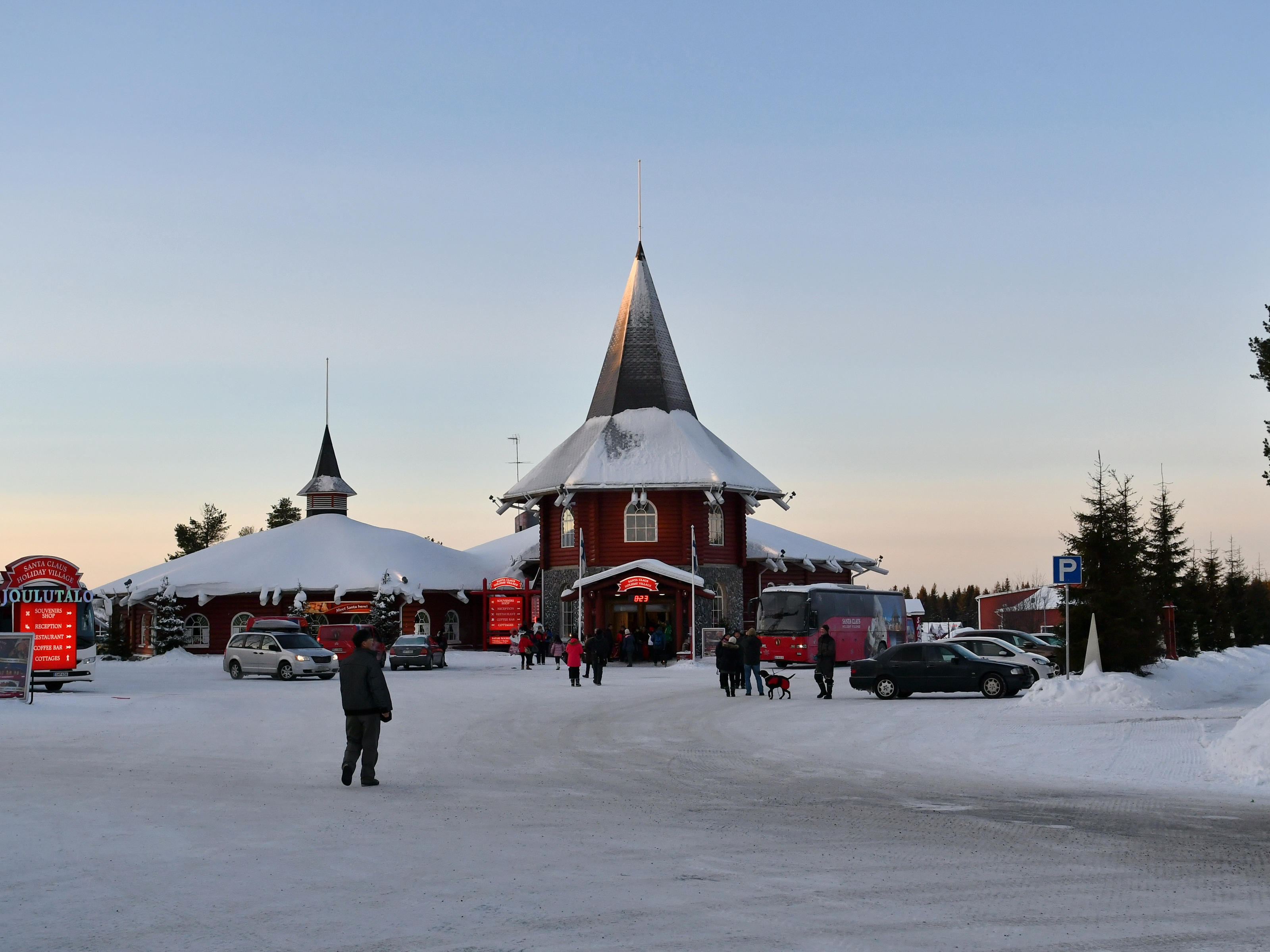
Vesnička Santy Clause

Na druhé straně břehu, než na jaké leží město Rovaniemi, se nachází lyžařské středisko Ounasvaara, na jehož vrcholku hory se rozkládá síť prvního známého lidského osídlení v této oblasti.
Finnové považují Rovaniemi za oficiální sídlo Santa Clause. Santa Claus žije ve vesničce Santy Clause, která leží za Polárním kruhem ve SantaPark Arctic World pouhých osm kilometrů severně od městského centra.
Turisty do této oblasti také přitahuje možnost pozorování Polární záře, neboť v Laponsku je možné zahlédnout Polární záři až 200krát za rok, kdežto na jihu Finska se vyskytuje obvykle méně než 20krát ročně.

## Doprava

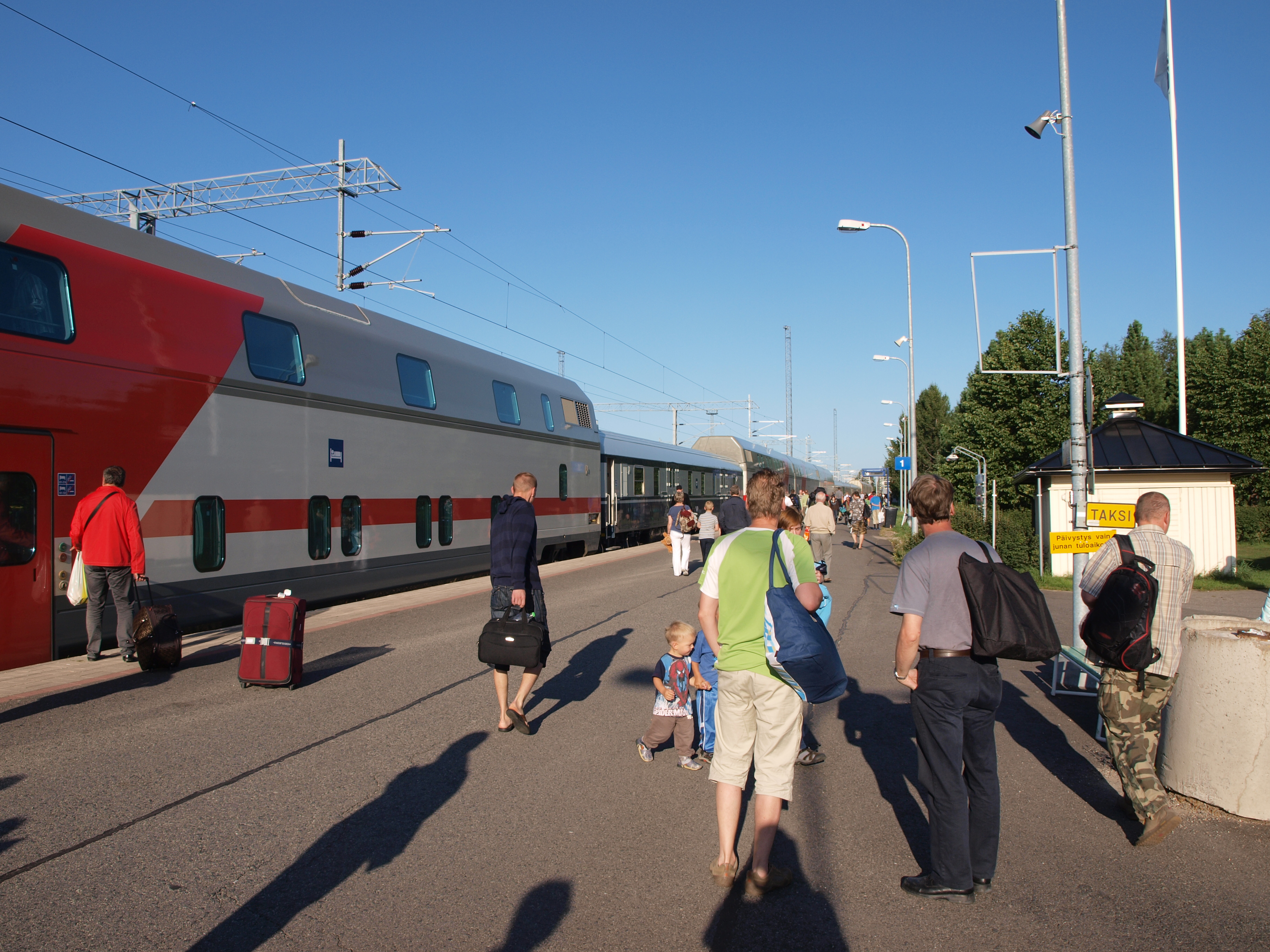
Vlak na vlakovém nádraží v Rovaniemi

Finská státní železniční doprava VR Group poskytuje denní i noční spoje z Rovaniemi do měst Oulu, Tampere, Helsinek a Turku. Dieselové osobní vlaky jezdily severovýchodně od Rovaniemi až do roku 2014, dokud nebyla provedena kompletní elektrifikace města Kemijärvi. Rovaniemské letiště se nachází přibližně 10 kilometrů severně od městského centra a po Letišti Helsinky-Vantaa a Letišti v Oulu patří mezi třetí nejrušnější letiště v celém Finsku. Letiště zažívá největší vytíženost během Vánoc, kdy musí snášet nápory lidí, kteří se přiletěli podívat do Vesničky Santy Clause. Tato letecká spojení se nazývají Santovy lety.

## Podnebí

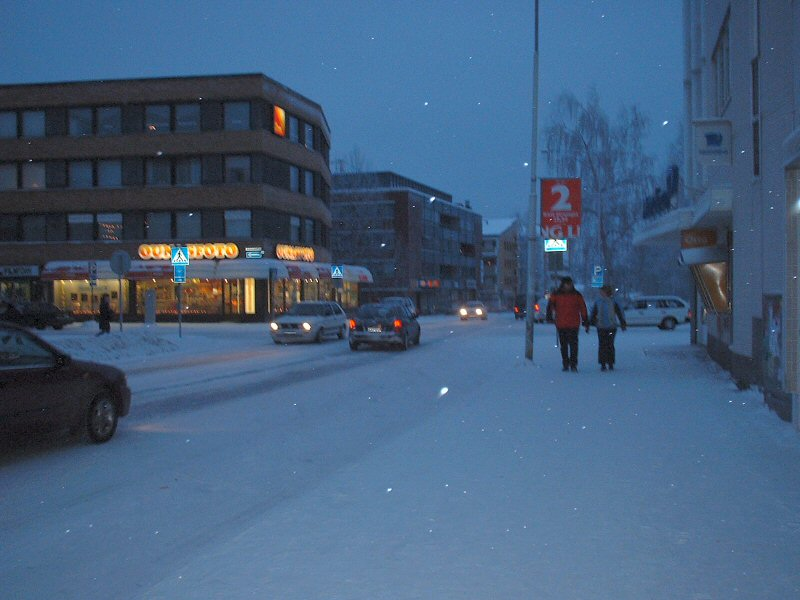
Městská scenérie Rovaniemi v lednu 2004

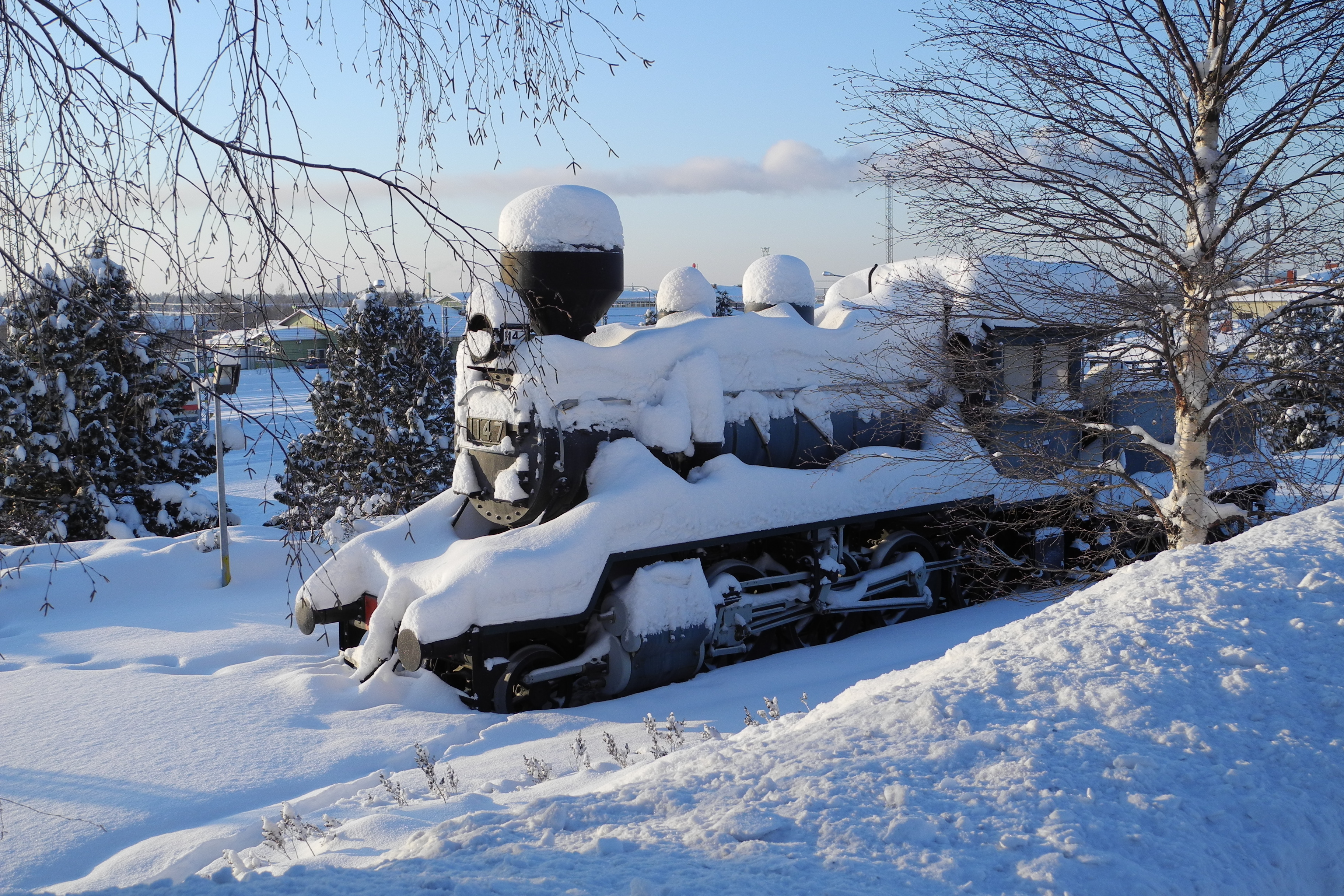
Parní lokomotiva VR Class Tk3 odstavená u vlakového nádraží v Rovaniemi

Vzhledem k tomu, že Rovaniemi leží pouhých 6 kilometrů od severního polárního kruhu, tak zde převládá subarktické podnebí, které se vyznačuje krátkými, příjemnými léty střídané dlouhými, chladnými zimami s dostatkem sněhových srážek. Ačkoli se město nachází jižně od hranice, kde průměrná roční teploty činí 0 °C, tak okolní půda nikdy nedokáže promrznout do podobných teplot, jak by se dalo předpokládat. Je to zejména z toho důvodu, že okolí obvykle pokrývá silná vrstva sněhu, která v zemi uchovává vyšší teploty. Extrémně severní umístění města a častá zatažená obloha vede zpravidla k tomu, že během zimních měsíců zde slunce svítí velmi poskrovnu, například průměrně v prosinci zde slunce svítí pouhých šest minut denně.
Zdejší zimy bývají částečně ovlivňovány mořskými vzdušnými proudy ze Severoatlantského proudu, díky čemuž je v Rovaniemi teplejší počasí, než jaké by se dalo očekávat pro vnitrozemskou oblast, která se nachází na podobné severní zeměpisné šířce. 26. dubna 2019 byl v Rovaniemi zaznamenán dosud nejteplejší dubnový den, v tento den byla naměřena teplota 19 °C.
Od 1. do 6. července se v Rovaniemi zaznamenal nový světový rekord v nejdelších nepřetržitém slunečním svitu (slunce mezi tyto dny vůbec nezapadlo) o délce trvání 122 hodin. Přesněji – slunce svítilo od 1. července od 2:00 hodin do 6. července do 04:00 hodin. Předešlý světový rekord byl zaznamenán na mysu Evans na Antarktidě, kde od 16. do 21. listopadu 1911 svítilo slunce nepřetržitě 112 hodin a 10 minut.
Průměrná roční teplota v Rovaniemi se pohybuje okolo 0,9 °C a v průměru se zde sníh drží 175 dní v roce. Nejnižší naměřená teplota na Rovaniemském letišti byla naměřena 20. ledna 1999 a klesla až na teplotu −38,1 °C, avšak ještě téhož dne byla na nedaleké meteoritické stanici naměřena teplota −47,5 °C. Nejvyšší kdy zaznamenaná teplota byla naměřena 18. června 2018 na zdejším vlakovém nádraží, kde okolní teplota stoupla na 32,2 °C.
Zajímavostí je, že ačkoli v Rovaniemi mezi 7. červen a 6. červencem panuje polární den, tak zde nepanuje polární noc, avšak v zimním období zde slunce jen stěží vychází nad horizont.

## Náboženství

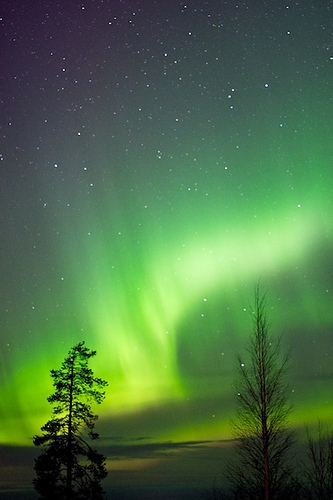
Polární záře (Aurora Borealis) v okolí Rovaniemi

Město Rovaniemi spadá pod rovaniemskou farnost, jež je součástí Evangelické luteránské církve ve Finsku. Během obnovení církve konzervativního Laestadianismu zde vznikly tři mírové spolky; Rovaniemský mírový spolek, Rautionsaariský mírový spolek a Viirinkyläský mírový spolek. K dalším zdejším komunitám náleží Rovaniemská pentecostalní církev, která je součástí finské pentecostalní církve, a Rovaniemská církev Adventistů patřící Finské církvi Adventistů.

## Rovaniemi v populární kultuře

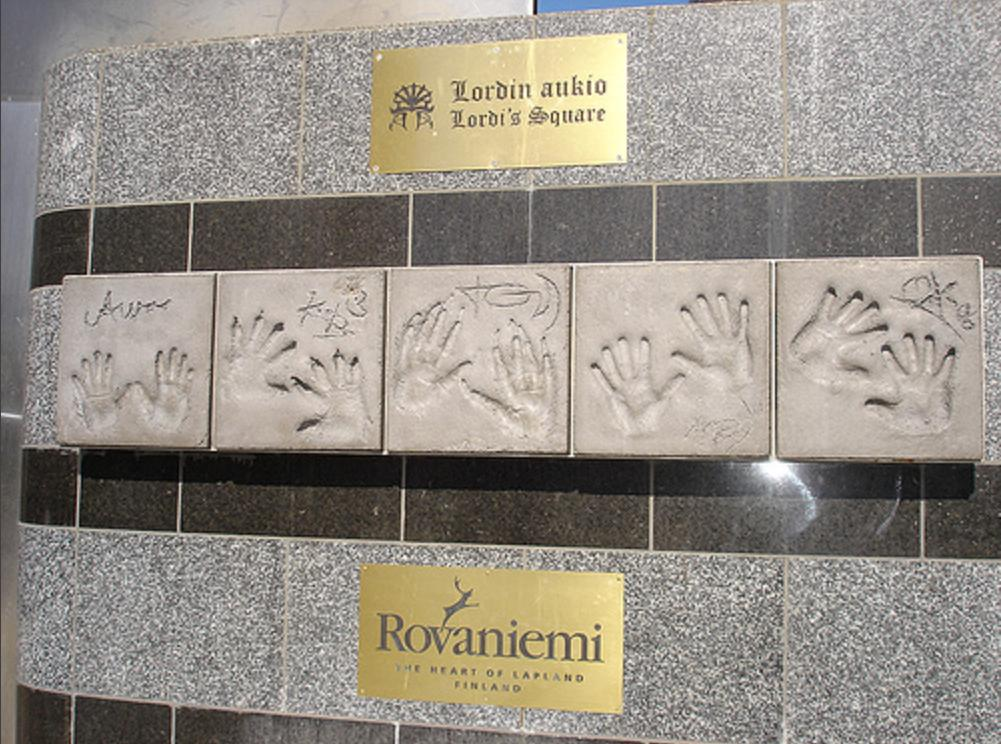
Obtisky rukou společně s podpisy členů kapely Lordi lze nalézt na náměstí Lordů v centru města

Epizoda z dětské programu Tots TV s názvem „Lapland Out“ z roku 1996 se odehrává právě v Rovaniemi.
Španělský romantický film Milenci ze severního pólu (Los amantes del Círculo Polar), který vytvořil španělský režisér Julio Medem, se částečně situuje do města Rovaniemi.
Ve video hře Tom Clancy’s EndWar se Rovaniemi jeví jako možné místo boje. V herním příběhu přebývají ve zdejších obytných domech vojenské jednotky, které jsou nepostradatelné pro raketovou obranu Evropského federatismu.
V dokumentárním filmu Reindeerspotting je Rovaniemi ústředním místem celého natáčení.
Televizní hvězda Bam Margera společně s jeho kamarády se ve filmu „Bam Margera: Kde je sakra Santa?“ („Bam Margera Presents: Where the ♯$&% Is Santa?“) rozhodli vyrazit do Rovaniemi za Santou Clausem, neboť se věří, že právě zde Santa Claus přebývá.
Hudební klip kapely Lordi s písní „Hard Rock Hallelujah“, který byl vytvořen jako soutěžní videoklip do evropské hudební soutěže Velká cena Eurovize 2007, byl natočen nedaleko Rovaniemi. Jakmile Lordi, kteří zároveň pochází z Rovaniemi, tuto soutěž vyhráli, tak město na jejich počest přejmenovalo stávající náměstí Sampo, nacházející se v městském centru, podle kapely. Dnes se tak toto náměstí jmenuje náměstí Lordů (Lordi’s Square).
Hudební klip „The Islander“ kapely Nightwish se natáčel v Rovaniemi  a režíroval jej Stobe Harju
V Rovaniemi se dříve nacházel nejseverněji položený McDonald na světě, tedy až do roku 2013, dokud jej nepředčil nový McDonald ve městě Murmansk na poloostrově Kola v Rusku, který se nachází ještě severněji.
Rovaniemi figuruje jako jedno z několika místo děje v knize Gavina Lyalla The Most Dangerous Game vydané roku 1963. Jedná se o spy-thriller odehrávající se v Laponsku a na severu Sovětského svazu.
Mnoho epizod Finsko-Německého seriálu Ivalo(Arctic Circle – Der unsichtbare Tod, 2018) je situováno do Rovaniemi. 

## Sport v Rovaniemi

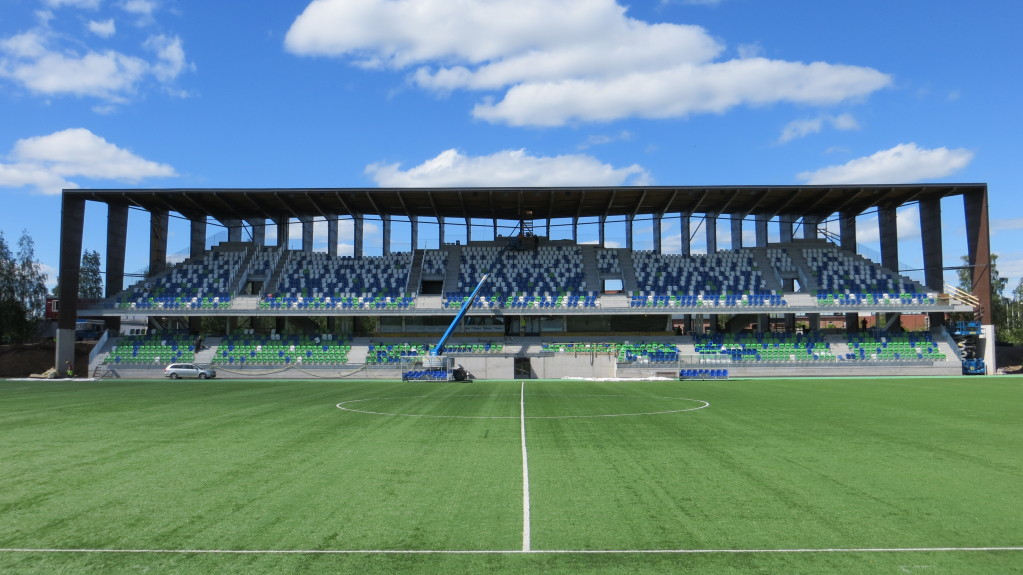
Keskuskenttä, tréninkový stadion fotbalového klubu Rovaniemen Palloseura (RoPS)

V Rovaniemi sídlí fotbalový klub Rovaniemen Palloseura (RoPS), který hraje v nejvyšší finské fotbalové soutěži Veikausliiga, a také ojedinělý klub FC Santa Claus, který se drží ve třetí fotbalové lize. K Rovaniemi také patří lední hokej, který zde zastupuje hokejový tým Rovaniemen Kiekko, jehož základnou je místní Lappi Areena, a současně se účastní druhé nejvyšší hokejové ligy ve Finsku Mestis. Zdejší volejbalový tým Team Lakkapää (dříve Rovaniemen Santasport nebo Perungan Pojat) patří mezi jedny z nejlepších volejbalových týmu v celém Finsku, o čemž svědčí i to, že vyhrál mistrovství Finska ve volejbalu v letech 2003, 2007, 2008 a 2011.
V Rovaniemi se pořádalo několik mezinárodních zimních závodů, mezi které patřilo Mistrovství světa v klasickém lyžování 1984, několikrát Mistrovství světa v severské kombinaci a Continental Cup Mistrovství světa ve skoku na lyžích, Juniorské Mistrovství světa v klasickém lyžování 2005, Zimní univerziáda 1970 a Winter Transplant Games 2008.

## Osobnosti města
- Arvo Aalto (1932-2025), komunistický politik
- Antti Hyvärinen (1932–2000), skokan na lyžích
- Jouko Törmänen (1954–2015), skokan na lyžích
- Timo Kaltio (1960–2021), baskytarista
- Sami Keinänen (* 1973), basový kytarista (Lordi)
- Mr. Lordi (* 1974), zpěvák , frontman a zakladatel skupiny Lordi
- Pekka Saravo (* 1979), hokejista
- Tanja Poutiainenová (* 1980), alpská lyžařka
- Pirjo Muranen (* 1981), běžkyně na lyžích
- Antti Tuisku (* 1984), zpěvák
- Antti Autti (* 1985), snowboardista

## Partnerská města
- Ajka, Maďarsko, 1992
- Alanya, Turecko, 2009
- Cadillac, USA, 1983
- Drvar, Bosna a Hercegovina, 1973
- Grindavík, Island, 1982
- Charbin, Čína, 2006
- Kassel, Německo, 1972
- Kiruna, Švédsko, 1950
- Narvik, Norsko, 1951
- Neustrelitz, Německo, 1966
- Olsztyn, Polsko, 1976
- St. Johann in Tirol, Rakousko, 1989
- Veszprém, Maďarsko, 1974

V reakci na ruskou invazi na Ukrajinu, vypovědělo Rovaniemi v březnu 2022 partnerskou spolupráci s Murmanskem, která trvala od roku 1965.